# كريستيان ألدر
كريستيان ألدر (بالألمانية: Christian Alder)‏ هو لاعب كرة قدم ألماني، ولد في 3 سبتمبر 1978 في فيتموند في ألمانيا. لعب مع أرمينيا بيليفيلد وأنورثوسيس فاماغوستا وروت فايس آهلن ونادي آلن ونادي آوغسبورغ ونادي أوسنابروك ويان ريغينسبورغ.

## وصلات خارجية
- كريستيان ألدر على موقع قاعدة بيانات كرة القدم.إي يو (الإنجليزية)
- كريستيان ألدر على موقع بيانات كرة القدم. دي إي (الألمانية)
- كريستيان ألدر على موقع عالم كرة القدم.نت (الإنجليزية)